# Conservazione e restauro della pergamena

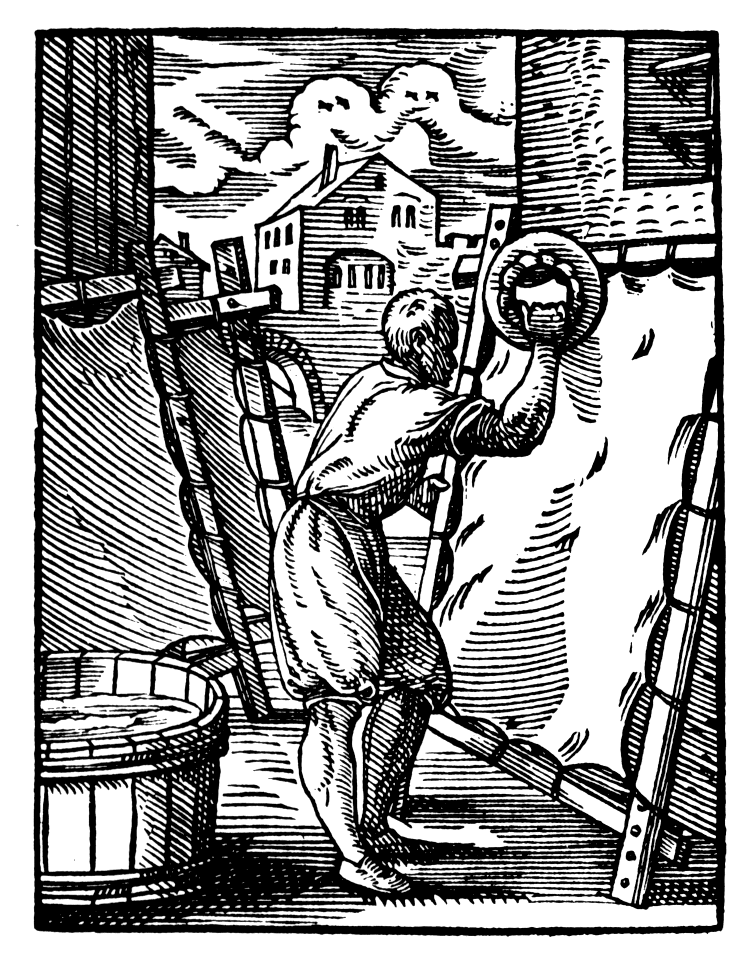
Illustrazione tedesca del 1568 di preparazione di una pergamena

La conservazione e il restauro della pergamena costituiscono la cura e il trattamento dei materiali pergamenacei che hanno un significato culturale e storico. Solitamente intrapreso da conservatori professionisti di libri e documenti, questo processo può includere misure preventive che proteggono dal deterioramento futuro, nonché trattamenti specifici per alleviare i cambiamenti già causati da agenti di deterioramento.

## Produzione e proprietà della pergamena
La pergamena è la pelle di un animale, solitamente pecora, vitello o capra, che è stata depilata, trattata con una soluzione di calce e stirata sotto tensione. Il materiale essiccato è una membrana sottile che viene comunemente usata come superficie di scrittura, ma può essere utilizzata anche per realizzare altri oggetti come rilegature e pelli di tamburo. In tutta Europa, la pergamena è stata il principale substrato di scrittura dal suo sviluppo nel II secolo a.C. fino al Medioevo, sebbene sia utilizzata fino ai giorni nostri per vari documenti ufficiali. Tipicamente la pergamena realizzata con pelle di vitello è chiamata vellum, sebbene il termine possa anche essere usato per riferirsi a pergamena di qualità molto fine realizzata con pelli di altri animali. Ai fini della conservazione e del restauro, il termine pergamena viene utilizzato con riferimento agli oggetti in pergamena, poiché i termini sono stati usati in modo intercambiabile nel corso del tempo per riferirsi a oggetti con le stesse preoccupazioni di conservazione.
La pergamena ha qualità strutturali uniche che la differenziano dai materiali a base cartacea. In genere, la pergamena è resistente ai danni meccanici come strappi o sgualciture, sebbene sia facilmente suscettibile ai danni causati da muffe e alte temperature. La pergamena è anche di natura altamente igroscopica, il che significa che i cambiamenti nell'umidità relativa possono causare variazioni irreversibili alla sua composizione strutturale. Queste qualità specifiche determinano i trattamenti di conservazione e restauro richiesti per la pergamena.

### Proprietà fisiche e chimiche
La maggior parte delle pelli utilizzate per la pergamena hanno uno spessore di 1–3 mm prima della lavorazione. La pelle degli animali utilizzata per la produzione ha tutta la stessa struttura di base, con lievi variazioni dovute alla specie, all'età e alla dieta dello specifico animale. La pelle è composta da innumerevoli fibrille costituite dalla proteina collagene, che sono tenute in fasci che si intrecciano in modo tridimensionale attraverso la pelle. Il materiale fibroso è composto da molte molecole di collagene a catena lunga, che possono reagire con determinati fattori ambientali. Una proprietà universale del collagene è che mostra un restringimento improvviso quando riscaldato in acqua, a partire da 65 °C. L'esposizione prolungata agli alcali, come nel processo di calcinazione della pergamena, modifica gli amminoacidi, abbassando di conseguenza le temperature di contrazione fino a 55 °C.

### Produzione
Una volta rimossa dall'animale, la pelle viene temporaneamente conservata, mediante essiccazione o abbondante applicazione di sale, fino a quando non può essere lavorata. La pelle viene poi immersa in acqua per 48 ore, che la pulisce e la reidrata. Questo passaggio rimuove anche i materiali non collagenici, come l'acido ialuronico, il dermatan solfato e le proteine plasmatiche. La pelle viene quindi immersa in una soluzione di calce o alcali, nota come "processo di calcinaio". Nel 19º secolo furono aggiunti prodotti chimici per accelerare il processo di calcinazione, il che risultò in pergamene più deboli. Questi composti aggiunti talvolta reagivano producendo gesso, conferendo alla pergamena una caratteristica tonalità grigia. La pelle viene quindi tesa in sospensione su un telaio, restringendola mentre si asciuga. Ciò garantisce una contrazione uniforme su tutta la pergamena che garantisce che rimanga piatta una volta asciugata. Dopo essere stata preparata, la pergamena viene talvolta rivestita in modo che sia più ricettiva al pigmento e all'inchiostro. I rivestimenti storici, che comprendono gesso, albume d'uovo e vernice opaca, devono essere presi in considerazione come parte significativa del piano di preservazione e conservazione.
Il processo di produzione, che rimuove i grassi e gli oli naturali della pelle, fa sì che la pergamena sia più reattiva all'umidità e all'umidità relativa rispetto ad altri materiali a base di pelle. Dopo essere stata allungata, la pergamena ha la reazione innata di ritornare alla sua forma animale originaria, soprattutto se lasciata libera o esposta a ripetuti cambiamenti di umidità relativa.

### Identificazione
La pergamena viene solitamente identificata positivamente alla vista, a volte con l'aiuto di una lente manuale o di un microscopio. Il disegno visibile del follicolo pilifero, le venature, le cicatrici, i lividi e talvolta i depositi di grasso aiutano a confermare l'origine animale del materiale. Ulteriori fonti di luce, comprese le luci ultraviolette, possono rendere queste proprietà più facilmente identificabili.
A volte l'esame visivo non è sufficiente per distinguere la pergamena da alcuni tipi di carte altamente calandrate. L'errata identificazione di questi materiali può portare a metodi di conservazione o trattamenti conservativi inappropriati. Il test analitico, che comporta la rimozione di un piccolo pezzo di pergamena, può essere eseguito da o sotto la supervisione di un conservatore-restauratore professionista per garantire un'identificazione positiva. Un tipo di test analitico prevede l'esame del campione di pergamena al microscopio ottico o al microscopio elettronico a scansione. Sul provino di pergamena è possibile effettuare anche una semplice prova alla fiamma; la vera pergamena emetterà l'odore carnoso delle proteine bruciate, mentre altri materiali simili odoreranno di carta o legno.

## Agenti di deterioramento

### Variazioni dell'umidità relativa
I cambiamenti nell'umidità relativa possono far sì che la pergamena cambi forma, soprattutto se il movimento è frenato da una cornice o da un supporto in alcune parti dell'oggetto, il che porta a una distorsione irregolare. Questa distorsione può provocare increspature e destabilizzazione di eventuali pigmenti fissati sulla pergamena. Bassi livelli di umidità possono far seccare la pergamena.

### Acqua e umidità eccessiva
Il contatto diretto con l'acqua e l'eccessiva umidità nell'ambiente possono causare problemi strutturali alla pergamena, tra cui: espansione dell'oggetto; scolorimento; alterazione dei rivestimenti superficiali; gelatinizzazione della pelle; e riallineamento delle fibre.

### Ossigeno
L'ossigeno atmosferico reagisce con la composizione chimica della pergamena, che successivamente modifica nel tempo le proprietà fisiche dell'oggetto.

### Muffa
La muffa è una probabile conseguenza dei danni causati dall'acqua alla pergamena, soprattutto quando essa non viene asciugata entro 48 ore dal contatto iniziale con l'acqua.

### Calore
Il calore eccessivo rispetto alle condizioni ideali di conservazione può causare danni alla struttura del collagene, contrazione irreversibile e alterazione dei materiali superficiali degli oggetti in pergamena.

### Esposizione alla luce
Una lunghezza d'onda inferiore e la luce ultravioletta portano alla degradazione della struttura del collagene e alla fotoscolorimento, causando solitamente l'ingiallimento della pergamena. La pergamena esposta alla luce UV può anche avere una reazione fotochimica che la rende fragile.

### Sfaldamento e friabilità
Il consolidamento dei supporti su pergamena, come quelli presenti nei manoscritti miniati, è compromesso dall'instabilità del substrato pergamena. Una flessione eccessiva o cambiamenti chimici nella pergamena possono portare alla perdita di pigmento e testo.

### Scarsa conservazione
La pergamena che è stata fatta aderire a un supporto rigido per la conservazione o l'esposizione non è in grado di espandersi e contrarsi, come è sua tendenza naturale. Questa tecnica di conservazione inadeguata può portare a strappi, perforazioni e perdite. La pergamena conservata in un ambiente non regolamentato e incoerente è più suscettibile ai danni.

## Conservazione e cure preventive
Ambienti di conservazione adeguati possono aiutare a scongiurare cambiamenti strutturali, chimici e ambientali che influiscono sulla conservazione a lungo termine della pergamena. I fattori di conservazione devono tenere conto dei fattori del particolare oggetto in pergamena, comprese le sue condizioni, età, storia di conservazione e piani di utilizzo. I manoscritti miniati e gli oggetti compositi in pergamena, che possono includere sigilli e nastri, potrebbero avere ulteriori esigenze di conservazione. Un ambiente di conservazione coerente è fondamentale per la stabilità a lungo termine della pergamena, che è particolarmente vulnerabile ai cambiamenti di umidità, temperatura e altri fattori ambientali.
I microambienti sono modi meno costosi per fornire ambienti di archiviazione coerenti per la pergamena se le condizioni di archiviazione esterna non sono ideali. Le pergamene sensibili all'umidità possono essere conservate nel plexiglas inserendo la pergamena opaca tra due fogli di acrilico e fissando tutti i lati con nastro adesivo. La pergamena può anche essere conservata in buste realizzate con fogli di poliestere.
Per la conservazione a lungo termine di materiale organico come la pergamena, l'intervallo di temperatura ideale è 10–15 °C con un livello di umidità relativa del 30–50%. L'ambiente ideale di conservazione ed esposizione è privo di ossigeno, poiché è stato dimostrato che la prevalenza di ossigeno reagisce con il collagene nel tempo, portando ad una maggiore fragilità della pergamena. Le vetrine di stoccaggio ed esposizione prive di ossigeno sono riempite con gas inerte e con una sostanza chimica che reagisce come un assorbitore in caso di perdite di ossigeno nell'involucro.

## Preoccupazioni etiche di conservazione
Il Codice Etico e le Linee Guida per la Pratica dell'American Institute for Conservation stabiliscono la condotta da seguire per i trattamenti di conservazione e restauro degli oggetti in pergamena. I rischi di trattamenti specifici devono essere valutati rispetto ai benefici, poiché molte tecniche tradizionali di conservazione a base liquida possono comportare rischi per la pergamena.

## Trattamenti conservativi

### Rimozione di restauri precedenti
Eventuali precedenti riparazioni e trattamenti conservativi vengono rimossi se si accerta che la pergamena è in buone condizioni e che la riparazione non ha importanza storica per la pergamena. Le zone secche vengono rimosse tramite tecniche di pulizia e umidificazione. Gli oggetti in pergamena attaccati ai supporti vengono rimossi con uno strumento di sollevamento affilato e una piccola quantità di umidità. Laminazioni precedenti, come la pelle di Goldbeater e Mipofolie, possono talvolta essere rimosse con solventi e tecniche meccaniche, sebbene questa tecnica di rimozione possa rischiare di danneggiare ulteriormente la pergamena originale.

### Pulizia
La pulizia della superficie della pergamena è stata sviluppata secondo i metodi utilizzati per la pulizia della carta, con alcune differenze chiave legate alle proprietà strutturali e chimiche della pergamena. Nella maggior parte dei casi, i trattamenti chimici sono inefficaci e alcuni, come gli ipocloriti e il bromuro di metile, possono denaturalizzare la pergamena. Prima della pulizia, qualsiasi supporto sfaldato o vulnerabile viene consolidato per garantire che non si stacchi dal substrato di pergamena. Il consolidamento dei supporti di pergamena viene effettuato applicando vari adesivi diluiti come colla di pesce, gelatina o altri tipi di colla mediante applicazione a pennello o l'uso di un apparecchio di umidificazione ad ultrasuoni.
Se la loro presenza viene accertata all'esame, insetti e parassiti vengono eliminati e la pergamena disinfettata. Un opportuno ciclo di fumigazione in autoclave viene utilizzato per rimuovere i parassiti e sterilizzare l'oggetto. Le tecniche di pulizia a secco e ad umido possono essere entrambe utilizzate efficacemente su oggetti in pergamena. La pulizia meccanica con gomme e altri strumenti abrasivi viene utilizzata per rimuovere muffe e sporco. La pulizia della superficie della pergamena viene generalmente completata utilizzando gomme per cancellare bianche e limitata alle aree in cui non è presente alcun supporto. Bagni d'acqua, che a volte utilizzano detergenti neutri o alcool come additivi, possono essere utilizzati per pulire e preparare la pergamena per lo stiramento come parte del processo di conservazione. Un altro metodo di pulizia a umido, particolarmente utile per rimuovere muffe e funghi, utilizza un batuffolo di cotone ricoperto di liquido, solitamente alcol denaturato, etanolo o saliva. La pulizia laser può fornire un processo di pulizia senza contatto, sebbene i laboratori di conservazione in tutta Europa utilizzino ancora principalmente metodi tradizionali di pulizia a umido e a secco per la pergamena.

### Umidificazione
L'umidificazione è un trattamento di conservazione della pergamena che prevede l'aumento controllato e monitorato dell'umidità relativa. Le pergamene umidificate sono più flessibili e consentono correzioni di distorsioni come increspature, arricciature e modifiche delle dimensioni originali. Alcuni metodi di umidificazione sono: camere di umidificazione: camere umide con umidificatore a ultrasuoni, camere umide con vapore/nebbia ultrasonica; e l'applicazione di alcol e acqua. L'umidificazione localizzata viene talvolta utilizzata per trattare pieghe o pieghe specifiche negli oggetti in pergamena.

### Appiattimento, tensionamento e asciugatura
Dopo l'umidificazione, sono necessarie tecniche di asciugatura per garantire che la pergamena sia distesa e non soffra di ulteriori problemi legati all'umidità. Il metodo specifico dipende dalle condizioni dell'oggetto e dal processo di umidificazione utilizzato. Alcuni dei metodi più comuni includono:
- Essiccazione e appiattimento sotto pressione, spesso pressato tra due superfici assorbenti
- Tensionamento[18] ai bordi, dove la pergamena viene ristretta ai bordi con pesi o fermagli. Questa tecnica riflette molto da vicino il processo di produzione originale della pergamena.
- Asciugatura elasticizzata su polietilene tereftalato
- Appiattimento del piano aspirante[2]

Le pieghe localizzate vengono attenuate con una soluzione composta dall'80% al 90% di alcol isopropilico e acqua, che viene applicata direttamente sulle pieghe con un batuffolo di cotone e poi appiattita delicatamente con la mano. La miscela alcol-acqua è azeotropica, ovvero entrambi i componenti evaporano contemporaneamente. La soluzione ha una tensione superficiale inferiore rispetto alla semplice acqua, il che fa sì che le fibre subiscano un minore restringimento.

### Riparazione e riempimento delle perdite
La cucitura degli strappi è sconsigliata come trattamento conservativo, a meno che non si tratti di sostituire una porzione cucita originale dell'oggetto. La correzione di spaccature, strappi, perforazioni e mancanze non originali nella pergamena richiede un'attenta considerazione delle sue condizioni specifiche. Per le perdite che non richiedono molto supporto, membrane trasparenti, come pelle di pesce o budello di salsiccia, vengono posizionate sopra l'area danneggiata con un adesivo. I materiali di riempimento, tra cui pergamena nuova, pergamena ricostituita e carta giapponese, vengono utilizzati per riparare le perdite che richiedono un maggiore supporto strutturale. Tutti i materiali di riempimento presentano alcuni problemi di conservazione, poiché reagiscono in modo diverso ai fattori ambientali rispetto alla pergamena originale.
- Nuova pergamena: è difficile far corrispondere il materiale di riempimento al tipo di pergamena originale in termini di animale, spessore e aspetto. Pergamene moderne che appaiono visivamente simili rispondono diversamente anche alle fluttuazioni di umidità, causando potenziali problemi dopo il trattamento di conservazione. I tamponamenti in pergamena vengono abbinati assottigliandoli alla dimensione appropriata e smussando la pergamena originale prima della riparazione.
- Carta giapponese: la carta è diversa dalla pergamena sia nell'aspetto che nel comportamento, il che può porre il problema futuro della conservazione di un oggetto con materiali compositi. I riempimenti di carta possono essere tonati con colori ad acquerello o acrilici per adattarsi meglio all'aspetto originale della pergamena. Le carte dai toni acrilici vengono trattate con vari adesivi come B-72, Aquazol o PVA per imitare la traslucenza della pergamena circostante. Vengono utilizzati diversi strati di applicazione per approssimare al meglio lo spessore e le condizioni della specifica pergamena originale[2].
- Pergamena ricostituita: fibre di collagene e materiali secchi di cellulosa vengono mescolati insieme a ingredienti liquidi per creare una sostanza simile alla polpa. Questo materiale viene applicato alla pergamena originale in un processo simile al leafcasting (un processo di conservazione che copre un foglio esistente di carta danneggiata con fibra sostitutiva, aumentandone così la futura utilizzabilità)[20].

### Ripristino di emergenza
La pergamena che è stata accidentalmente esposta a umidità eccessiva o acqua è estremamente suscettibile a muffe, danni meccanici e cambiamenti dimensionali irreversibili. Le emergenze spesso riguardano grandi quantità di oggetti, pertanto il trattamento di massa degli oggetti prevede solitamente il congelamento o la liofilizzazione come primo passo. Quando il tempo lo consente, gli oggetti in pergamena vengono poi scongelati ed essiccati utilizzando misure più tradizionali.

## Casi di studio

### Carte della libertà
La Dichiarazione d'indipendenza degli Stati Uniti, la Costituzione e la Carta dei Diritti degli Stati Uniti, note collettivamente come Carte della Libertà, furono custodite in involucri di metallo e vetro, riempiti di gas elio, dal 1952 al 2001. In Nel 1951, il National Bureau of Standards riferì che un ambiente con gas inerte sarebbe stato il mezzo migliore per preservare la Carta della Libertà. Nel 1982, la National Archives and Records Administration collaborò con il Jet Propulsion Laboratory su un progetto di nove anni che determinò che il vetro dell'involucro si stava deteriorando. Dopo la pubblicazione di questo rapporto, si è deciso che nuovi rivestimenti e trattamenti conservativi fossero necessari per la conservazione a lungo termine delle Carte della Libertà. I documenti sono stati esaminati attentamente per rilevare eventuali segni di deterioramento e restauri passati, il tutto accuratamente documentato in rapporti sulle condizioni.
La prima fase del trattamento ha stabilizzato l'inchiostro del testo utilizzando un adesivo gelatinoso. Lo sporco fu poi ripulito dalle pergamene, anche se i segni originali intenzionali furono lasciati intatti. La Costituzione e la Carta dei Diritti sono state poi umidificate e asciugate sotto tensione per appiattire le pergamene. La Dichiarazione di Indipendenza, che è stata danneggiata da frequenti manipolazioni ed esposizioni, non è stata umidificata a causa della sua maggiore sensibilità all'umidità. Tutte le pergamene sono state quindi installate in nuovi involucri di titanio e alluminio, sviluppati dal National Institute of Standards and Technology, che sono riempiti con gas argon inerte. Le attuali condizioni ambientali dei rivestimenti della Carta della Libertà sono monitorate da scienziati e conservatori per rilevare eventuali segni di possibili agenti di deterioramento.

### Magna Carta di Canterbury
Nel 1731, una delle quattro copie sopravvissute della Magna Carta del 1215, conosciuta come Magna Carta di Canterbury, fu parzialmente danneggiata da un incendio nel suo luogo di deposito temporaneo ad Ashburnham House (un'estesa casa del XVII secolo a Little Dean's Yard a Westminster, Londra, che dal 1882 fa parte della Westminster School). I danni includevano il restringimento e lo scolorimento del substrato di pergamena, sebbene il testo dell'inchiostro fosse ancora leggibile. Nel 1830, lo staff del British Museum tentò un restauro, utilizzando sostanze chimiche per trattare la pergamena e rendendo involontariamente illeggibile il testo.
Nel 2014 la British Library ha intrapreso un progetto di imaging multispettrale per determinare se il testo del documento danneggiato potesse essere recuperato. L'analisi sotto la luce ultravioletta ha permesso a scienziati e conservatori di vedere testi invisibili a occhio nudo. Questa nuova tecnologia consente di utilizzare il documento per scopi di ricerca continua, nonostante il precedente restauro errato.